# Армандо Ферроні
Армандо Ферроні (італ. Armando Ferroni, нар. 3 квітня 1961, Рим) — італійський футболіст, що грав на позиції захисника. 

## Клубна кар'єра
Народився 3 квітня 1961 року в місті Рим. Вихованець юнацьких команд футбольних клубів OMI Roma та «Фіорентини».
У дорослому футболі дебютував 1978 року виступами за «Фіорентину», в якій провів шість сезонів, взявши участь у 102 матчах чемпіонату.
У 1984 році він був проданий в «Авелліно», за який провів наступні чотири сезони своєї ігрової кар'єри і за результатами останнього з яких клуб покинув Серію А. Більшість часу, проведеного у складі «Авелліно», був основним гравцем захисту команди.
1988 року перейшов до клубу «Дженоа», за який відіграв 5 сезонів. Завершив професійну кар'єру футболіста виступами за команду «Дженоа» у 1993 році.
За свою кар'єру він зіграв в цілому 265 матчів і забив 4 голи в Серії А і 24 матчів у Серії Б.

## Виступи за збірну
Протягом 1979—1980 років залучався до складу молодіжної збірної Італії і він взяв участь у молодіжному чемпіонаті Європи 1980 року.

## Кар'єра тренера
Вийшовши на пенсію, разом зі своїм колишнім партнером по «Дженоа» Марко Наппі відкрив футбольну школу ASD Figenpa, що знаходиться в Генуї.
2015 року увійшов до тренерського штабу клубу «Дженоа», ставши помічником тренера юнацької команди до 15 років. Наразі досвід тренерської роботи обмежується цим клубом, в якому Армандо Ферроні працює і досі.